# Краљев домен (Нова Француска)
Краљев домен (Нова Француска) (енгл. King's Domain, фр. Domaine du roy) је била огромна регија Нове Француске која се протезала на север од обале реке Светог Лоренса између земљишног система Нове Француске (у близини града Квебека) и Кејп Корморана (близу данашњег града Лурд у Њуфаундленду) према сливовима Хадсоновог залива, области на коју је Велика Британија полагала право као Рупертова земља, територија је покривала површину од 460.000 km².
Регија је снована 1652. године, „Домејн ду ро” (Domaine du roy) је преименован у „Краљев домен“ (King's Domain) након француско—индијанског рата. Данашња регионална жупанијска општина у региону Сагуенај-Лак-Сент-Жан у Квебеку такође је наследила име Ле Домејне-ду-Ро.